# Roda de Ter
Roda de Ter település Spanyolországban, Barcelona tartományban. Lakosainak száma 6900 fő (2024).

## Földrajza
Roda de Ter Les Masies de Roda és Gurb községekkel határos.

## Népesség
A település lakosságának változását az alábbi diagram mutatja:
| Lakosok száma | 465  | 2252 | 3151 | 3582 | 4699 | 5365 | 6015 | 6124 | 6301 | 6900 |
|               | 1717 | 1887 | 1936 | 1960 | 1986 | 2004 | 2009 | 2014 | 2019 | 2024 |